# Rue des Postes
La rue des Postes est une voie de communication à Aubervilliers.

## Situation et accès

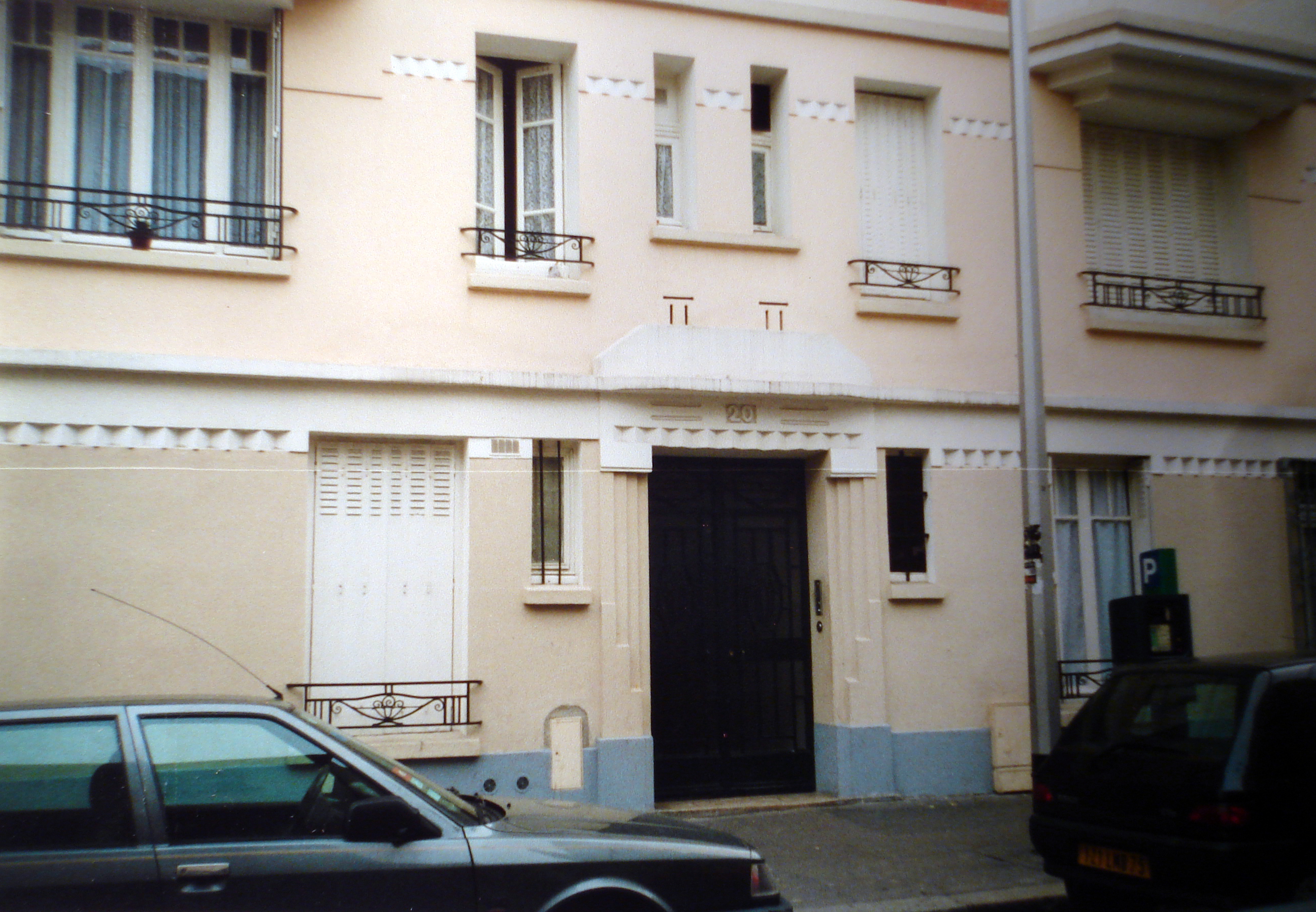
En 2007, le 20, rue des Postes.

Cette voie croise la rue Auvry et la rue des Quatre-Chemins.
Elle se termine au carrefour de la rue des Écoles et de l'avenue de la République.

## Origine du nom

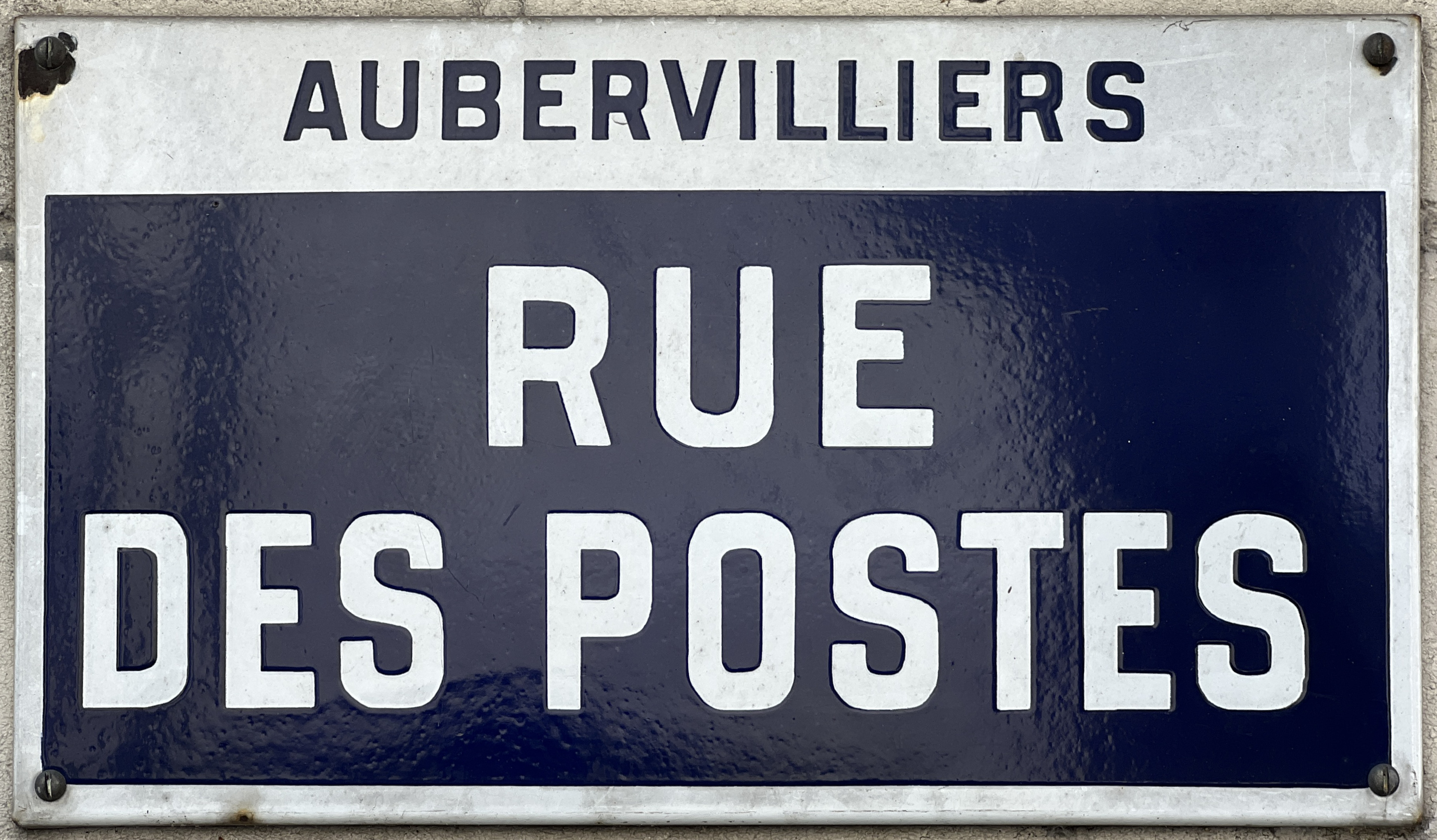
Plaque Rue des Postes.

Cette rue tient son nom du fait que dans les années 1900, s'y trouvaient au no 37, un bureau de poste et un poste de police ouvert en 1886.

## Historique
Son nom  est attesté en 1868 sous la forme sente des Postes.

## Bâtiments remarquables et lieux de mémoire

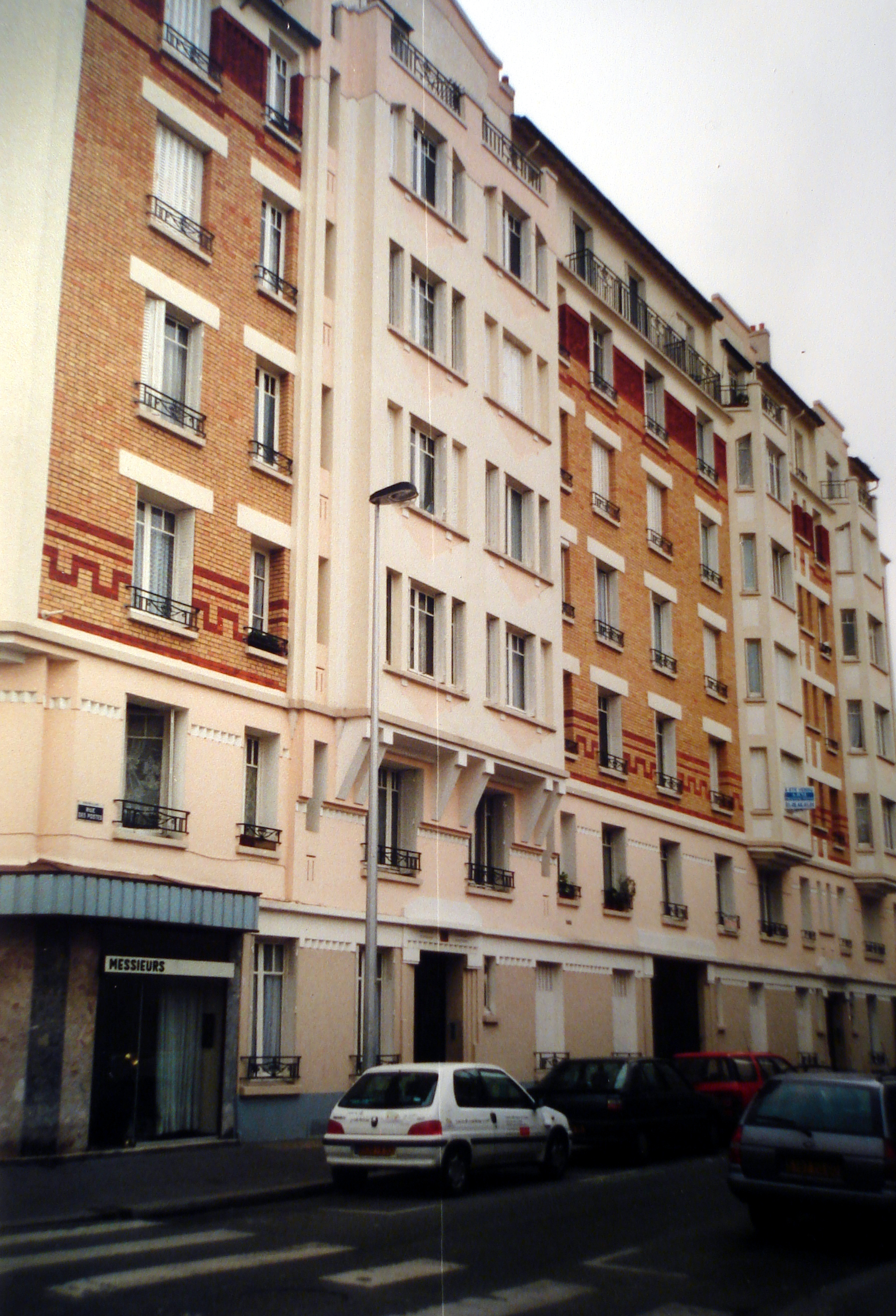
20-22 rue des Postes.

- Quelques immeubles des années 1920 ont un interêt architectural[4].
- Maison des Langues et des Cultures d'Aubervilliers[5].
- Groupe scolaire Jean Macé - Condorcet, construit en 1876[6].
- Parmi cent-cinquante-neuf voies de circulation limitrophes de Paris, cette rue est un sujet de la série photographique réalisée en 1971, 6 mètres avant Paris[7].
- Emplacement d'un puits artésien creusé en 1860.
- En janvier 1970, un incendie dans un foyer au numéro 27 tue cinq travailleurs migrants[8].